# AD Vasco da Gama
Associação Desportiva Vasco da Gama – brazylijski klub piłkarski z siedzibą w mieście Rio Branco, stolicy stanu Acre.

## Osiągnięcia
- Mistrz stanu Acre (Campeonato Acreano) (3): 1965, 1999, 2001

## Historia
Klub Vasco da Gama założony został 28 czerwca 1952 roku i gra obecnie w pierwszej lidze stanu Acre (Campeonato Acreano).